# Faculté des sciences politiques et des études internationales de l’université de Varsovie
La faculté des sciences politiques et des études internationales de l'université de Varsovie (en polonais : Wydział Nauk Politycznych i Studiów Międzynarodowych Uniwersytetu Warszawskiego, WNPiSM UW) a été créée en 1975. 
La faculté des sciences politiques et des études internationales est l'une des plus grandes unités d'enseignement et de recherche d'Europe centrale. La communauté de recherche se compose de plus 180 chercheurs qui reçoivent plus de 20 bourses de recherche. La faculté compte 3 500 étudiants et une centaine de doctorants.

## Histoire
L'histoire de l'Université de Varsovie remonte à 1816. Cent ans plus tard, en 1917, la première école de sciences politiques est créée au sein de l'université. Les origines de la faculté actuelle se trouvent dans l'Institut de science politique qui a été créé en 1967 dans la structure de la faculté de philosophie. En 1975, la faculté de journalisme et de sciences politiques est créée. Au fil du temps, elle s'élargit pour inclure les relations internationales, la politique sociale, les études européennes et la sécurité intérieure. En 2016, les scientifiques liés au journalisme quittent la faculté, ce qui entraîne le changement de nom pour celui actuel. Depuis 2019, la WNPiSM fonctionne dans une nouvelle structure avec 15 départements scientifiques et 2 centres de recherche. 
Le 1er juillet 2019, une nouvelle structure organisationnelle de la faculté entre en vigueur, renforçant les activités de recherche. La faculté est alors divisée en 15 centres de recherche forts et 2 centres de recherche indépendants : 
- Département de la sécurité intérieure
- Département de l’histoire politique
- Département de la diplomatie et des institutions internationales
- Département de la méthodologie de la recherche politique
- Département des sciences de l'état et de l'administration publique
- Département de la science  politique de l'Union européenne
- Département de la politique sociale et des assurances
- Département du droit et des institutions de l’Union européenne
- Département de la sociologie politique et du marketing politique
- Département des études stratégiques et de la sécurité internationale
- Département des études régionales et mondiales
- Département des études orientales
- Département des systèmes politiques
- Département de la théorie politique et de la pensée politique
- Département du système et du marché du travail
- Centre de recherche sur l’Israël moderne et la diaspora juive
- Centre de recherche sur la traite des êtres humains

### Coopération avec les entités nationales
Le faculté coopère, entre autres, avec la chancellerie du président de la Pologne, la chancellerie du Premier ministre, l'Institution d'assurance sociale, le ministère de l'Intérieur, le ministère des Affaires étrangères, l'Académie polonaise des sciences, l'École centrale des pompiers, l'École supérieure de police, la Garde-frontières.

### Coopération avec les entités étrangères

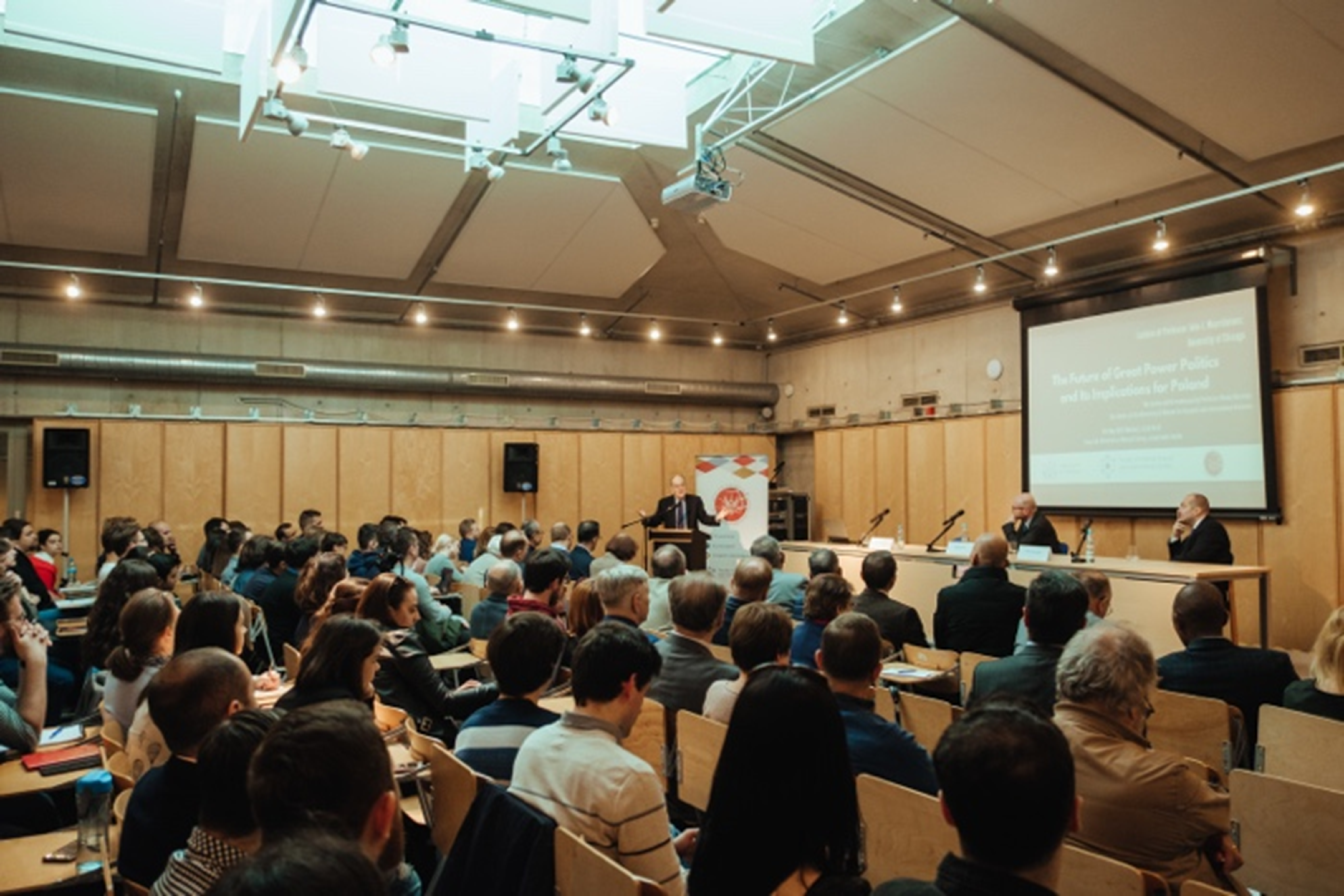
Exposé invité par professeur John Mearshimer (University of Chicago)

Le faculté coopère avec : la Commission européenne, le Parlement européen, le Comité économique et social européen, la délégation de la Commission européenne en Pologne, l’Organisation internationale du travail (OIT), l’Organisation de coopération et de développement économiques (OCDE).
La faculté coopère avec 212 universités dans le cadre du programme européen Erasmus +. En outre, elle a signé des accords bilatéraux avec de nombreuses universités de renom dans le monde, notamment : 
- Université Fudan
- Université Waseda
- Institut de technologie et d'études supérieures de Monterrey
- University of Haifa
- Université de Pékin
- Centro de Investigación y Docencias Económicas, A.C.,
- Victoria University of Wellington
- The Northeastern Illinois University (NEIU), Chicago

## Bâtiments

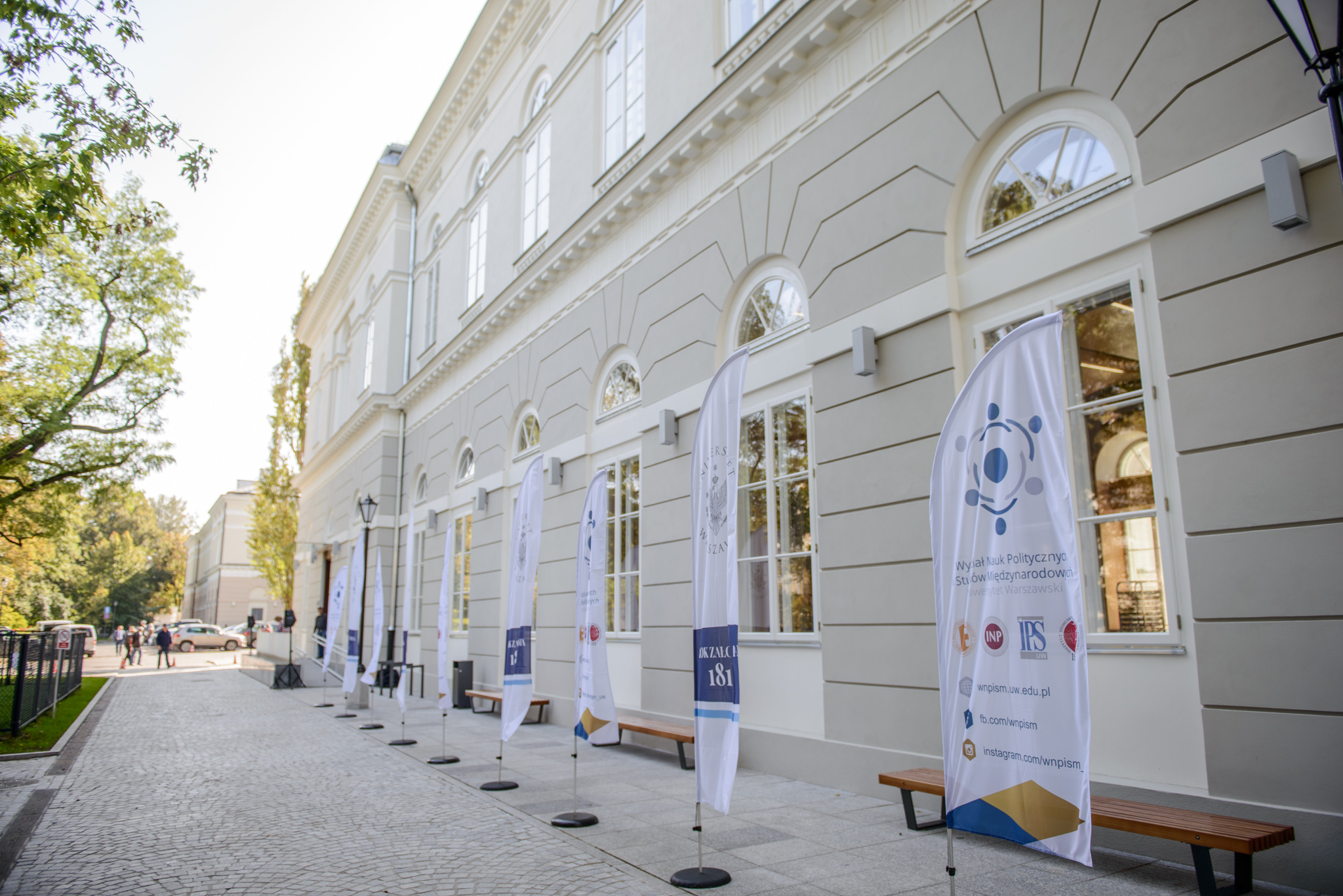
Bâtiment de l’auditorium lors de la cérémonie d’ouverture en septembre 2017.

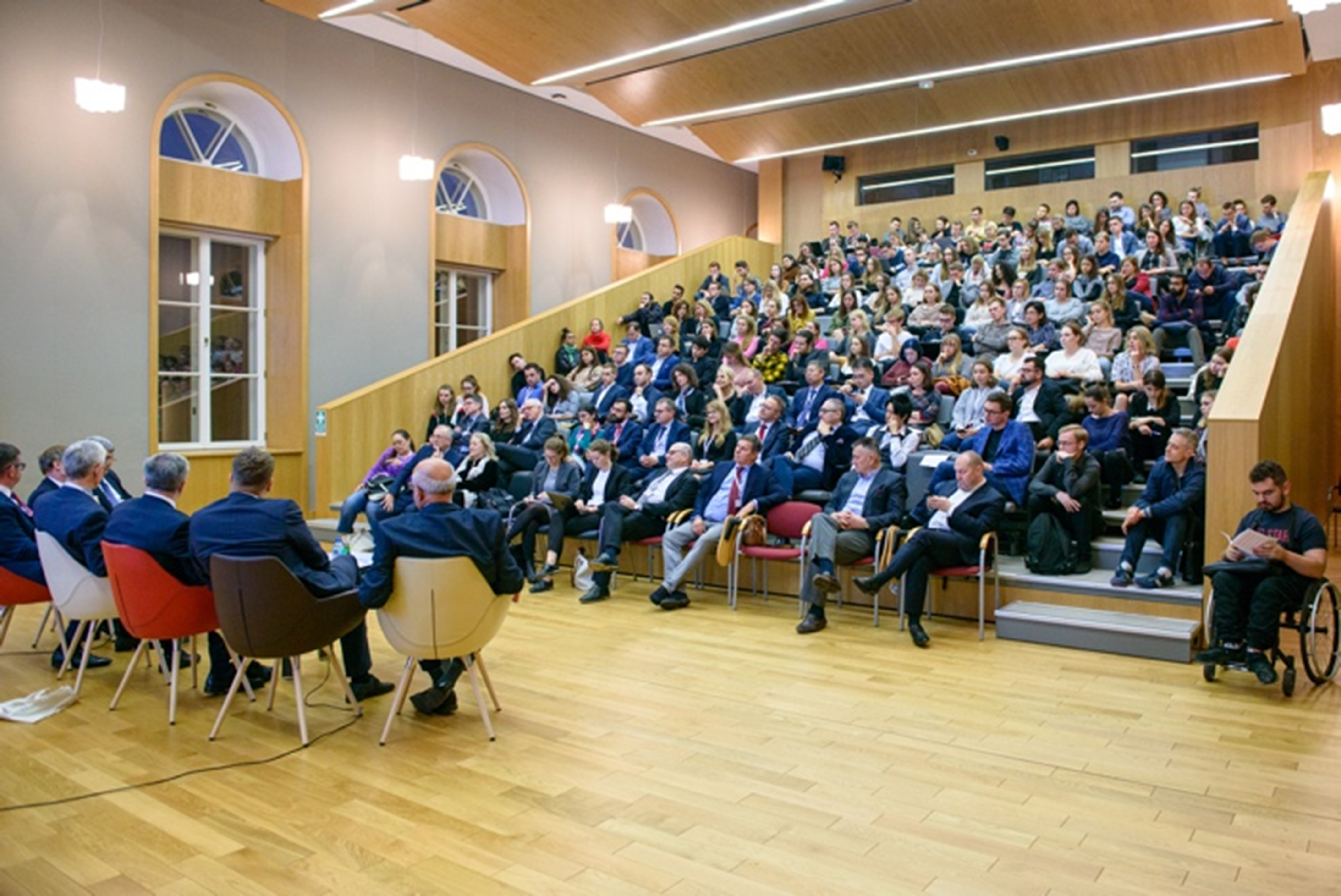
Aula Jan Baszkiewicz.

En 2017, la faculté a déménagé dans le bâtiment historique rénové de l'auditorium sur le campus principal de l'université de Varsovie, dans le centre de Varsovie. Le bâtiment rénové abrite les bureaux de l'administration départementale ainsi que des salles d’enseignement. 